# Тивер, Франсиско
Франсиско Тивер Пессе (исп. Francisco Triver Pesce; род. 18 апреля 2006) — уругвайский футболист, полузащитник клуба «Ривер Плейт» (Монтевидео).

## Клубная карьера
Тивер — воспитанник столичного клуба «Ривер Плейт». 18 июня 2023 года в матче против столичного «Пеньяроля» он дебютировал в уругвайской Примере.

## Международная карьера
В 2023 году Тивер в составе юношеской сборной Уругвая принял участие в юношеском чемпионате Южной Америки в Эквадоре. На турнире он сыграл в матче против команды Эквадора.